# اودیالیت
سیلیکات (به انگلیسی: Eudialyte) با فرمول شیمیایی Na6Ca3 (FeMn)<2 (ZrNb)<2 [ Cl 0.5 - Si3O9 - Si9O25 (OH)2] از مجموعه کانیهاست و در اسیدها حل می‌شود. برای اولین بار در ۵ کشف شد و از نظر شکل بلور: ماگمایی، رنگ: قرصی شکل - رمبوئدر- منشوری، شفافیت: صدفی - نامنظم - خشن (تراشه‌ای)، شکستگی: شیشه‌ای، جلا: ناقص، رخ: سیلیکات، سیستم تبلور: اودیالیت و در رده‌بندی ارترومبیک است همچنین خاصیت مغناطیسی نیمه شفاف و منشأ تشکیل آن ندارد است.
کاربرد آن: روسیه، از نظر ژیزمان بلوری - آگرگات دانه‌ای - توده‌ای کمیاب است و بیشتر در URSS، نروژ، گروئنلند، گینه، ماداگاسکار، آفریقای جنوبی، آمریکا، کانادا یافت می‌شود.